# Olympus E-1
La Olympus E-1 es una SLR digital de 5 megapíxeles fabricada por Olympus que  fue presentada en 2003, fue la primera DSLR diseñada desde cero para la fotografía digital. Esto contrasta con sus competidoras que ofrecen sistemas basados en partes reutilizadas de sistemas anteriores de 35mm modificados para funcionar con sensores digitales del tipo APS-C.
La aparición de la E-1 motivó el resurgimiento de la marca de lentes Zuiko, filial de Olympus, con el desarrollo de un nuevo rango de lentes denominado Zuiko Digital para el sistema Cuatro Tercios. La E-1 se vendió en principio junto al zoom Zuiko Digital 14-54mm 1:2.8-3.5.
Inicialmente Olympus regalaba adaptadores para poder usar lentes OM en la nueva montura Cuatro Tercios. Este adaptador permite que un gran número de lentes OM puedan ser usadas con las nuevas réflex digitales Olympus. El adaptador ha dejado de ser entregado de forma gratuita, pero aún es posible comprarlo por separado.
La E-1 fue sustituida por la E-3, un modelo similar con previsualización LiveView y estabilización integrada, en octubre de 2007.

## Características
Usa una montura y un sensor Cuatro Tercios. Este diseño utiliza un sensor CCD más pequeño que un negativo de 35mm, por tanto los cuerpos y las lentes también pueden ser más pequeños y ligeros.
Principales características:
- Más ligera y compacta que otras cámaras de formato completo.
- Sensor CCD de 5 megapixels.
- Buen rango dinámico y exposición.
- Cuerpo de aleación de magnesio.
- Sellada contra los elementos (Splash-proof y Dust-proof).
- Un filtro de ondas supersónicas ("Supersonic Wave Filter") limpia el CCD en cada encendido.
- Conectividad dual, USB y Firewire.
- Disparo en ráfaga de 3 fotogramas/s hasta un máximo de 12.
- Balance de blancos híbrido (en el exterior de la cámara y usando el CCD).
- Firmware actualizable por el usuario.

A veces se aprecian puntos brillantes en las exposiciones largas (de más de un par de segundos). Esto es conocido como ruido de larga exposición. Activando el modo de reducción de ruido (que no filtro de ruido), la E-1 hará una substración desde un frame en negro con el mismo tiempo de exposición que la imagen para eliminar esos puntos brillantes, esto implica que el tiempo de exposición se duplica, pero el sistema es bastante eficiente.